# (11665) Dirichlet
(11665) Dirichlet est un astéroïde de la ceinture principale.

## Description
(11665) Dirichlet est un astéroïde de la ceinture principale. Il est découvert par Paul G. Comba le 14 avril 1997 à Prescott. Il présente une orbite caractérisée par un demi-grand axe de 3,27 UA, une excentricité de 0,148 et une inclinaison de 15,79° par rapport à l'écliptique.
L'astéroïde est nommé d'après le mathématicien allemand Johann Peter Gustav Lejeune Dirichlet (1805-1859).

## Compléments